# Romerska rikets fall
År 476 e.Kr. har i historieskrivning angivits som året då Romerska riket upphörde att existera och medeltiden inleddes. Det är egentligen fel. Det som hände då var att den siste västromerske kejsaren Romulus Augustulus avsattes i september samma år. Den östra rikshalvan, det Östromerska riket, senare känt som det Bysantinska riket levde kvar ända fram till 1453 då osmanerna (ett turkiskt folk) erövrade Konstantinopel.
Orsaken till Västroms fall anses åtminstone i äldre historieskrivning ha varit att Västrom inte kunde försvara sig mot alla germanfolk som attackerade riket. Västrom erövrades därför av goter, vandaler m.fl. Sanningen är snarare att imperiet stegvis upplöstes. De västromerska kejsarna överlät successivt kontrollen över olika områden till olika germanstammar och som motprestation skulle dessa försvara riket mot andra folkgrupper. Dessa stammar bildade egna kungariken men erkände fortfarande formellt kejsaren som "överhuvud". De germanska kungarna styrde emellertid sina egna områden utan någon inblandning från kejsaren. Detta ledde till att de olika germanska rikena, som på papperet lydde under kejsaren, i praktiken blev självständiga stater. Kejsarens överhöghet blev endast symbolisk. I början av 470-talet hade processen gått så långt att kejsaren bara kontrollerade nuvarande Italien och i realiteten var kejsarens makt även där mycket begränsad.

## Upplösningen inleds
Orsaken till att det Romerska imperiet efter hand delades och Västrom upplöstes kan spåras tillbaka till problemen på 200-talet (se principatet). I mitten av 200-talet hade emellertid det militära läget gentemot såväl sassaniderna i öst som germanerna i norr stabiliserats och ekonomin blomstrade. Däremot hände mycket i rikets inre utveckling. Kristendomen blev alltmer accepterad och kejsar Konstantin den store (reg. 306-337) gynnade kristendomen som nu blev helt accepterad och från 380 statsreligion. Konstantin lät också flytta huvudstaden från Rom till den nya staden Konstantinopel. Ett första steg mot att dela riket permanent hade tagits. Samtidigt hade det skett en germanisering av krigsmakten. Många höga militärer och specialtrupper hämtades från olika germanska stammar. De germanska militärerna fick efterhand mycket makt, och i mitten av 300-talet var de flesta generaler i krigsmakten germaner. Dessa generaler kom sedan att spela en stor roll när det Västromerska riket successivt upplöstes under 400-talet.
De västra och östra riksdelarna skiljde sig också åt på flera viktiga områden (se Dominatet). Därmed fanns också viktiga förutsättningar för att utvecklingen skulle gå i en riktning där Romarrikets västra och östra delar successivt gled ifrån varandra och så småningom blev två separata riken.
År 395 brukar anges som året då Romarriket delades i två riken - Västrom och Östrom. I verkligheten hade Romarriket det föregående seklet ofta styrts av flera kejsare som residerade i olika städer och sålunda hade riket i praktiken varit delat, även om det bara fanns en officiell huvudstad. Delningar av riket hade för övrigt förekommit redan före kejsartiden, med de två s.k. triumviraten 60 och 43 f.Kr. Nu förblev emellertid delningen permanent. Romerska riket utvecklades nu till två i realiteten självständiga stater. Östrom med Konstantinopel som huvudstad medan Västroms huvudstad blev Ravenna. I teorin var rikena jämställda men på grund av resursbrist kunde det folkrikare Östromerska riket inte hjälpa det Västromerska systerriket, som fick stora problem under 400-talet och därför måste klara sig självt. Den faktiska delningen var därmed ett faktum.

## Hunnerna och germanfolken
Emellanåt under historiens gång har Europa invaderats av centralasiatiska nomadfolk som spridit skräck på kontinenten. Mongolinvasionerna på 1200-talet var de största men hunnernas invasion i början av 370-talet e.Kr. kom att få mycket stora konsekvenser för Europas framtid. Invasionen ledde till en stark oro bland de germanska stammarna och trycket mot Romarrikets gränser ökade. Hunnerna själva skapade så småningom en kortlivad stormakt som i mitten av 400-talet sträckte sig från floden Volga i öster till Rhen i väster.
Goterna var en samling germanska stammar som ursprungligen bodde mellan Östersjön och västra delen av nuvarande Ukraina. För att hindra goterna från att invadera riket tillät kejsaren att ostrogoterna, även kända som östgoter, skulle få bosätta sig söder om Donau. I gengäld skulle de försvara riket mot såväl hunner som andra germanstammar. När de nyvärvade bundsförvanternas löner uteblev gjorde ostrogoterna uppror och kejsar Valens led år 378 ett svårt nederlag vid Adrianopel. Kommande kejsare lyckades för kort tid förbättra relationerna med ostrogoterna men år 394 bröt de upp från området söder om Donau och inledde en plundringsvåg över Balkan som varade i flera decennier. Till slut bosatte de sig permanent i Italien och grundade det ostrogotiska riket i slutet av 400-talet.
I västromerska riket var utvecklingen likartad även om Östrom på sikt klarade sig mycket bättre. En rad olika germanstammar värvades för att försvara riket. Dessa kallades foederati (bundsförvanter). Bland olika germanska stammarna i väst kan nämnas visigoterna (även kända som västgoter) och vandalerna. Bundsförvanterna var emellertid inte alltid att lita till. 410 plundrades Rom av ostrogoter och för att lätta på trycket mot riket var kejsaren tvungen att ge tillstånd åt fler germanfolk, bland andra franker och burgunder, att slå sig ned på romersk mark. Dessförinnan hade olika germanska stammar vid årsskiftet 406-407 invaderat Västrom och inlett svåra plundringar. Britannien gick permanent förlorat sedan de romerska trupperna utrymt ön för att i stället försöka försvara riket mot alla yttre hot. Vandalerna slog sig så småningom ner i Nordafrika och grundade på 430-talet ett rike med centrum i nuvarande Tunisien. Därmed var även den riksdelen förlorad. Till skillnad från andra germankungar låg vandalernas kung Geiserik nästan konstant i fejd med kejsaren i Ravenna och plundrade Rom 455.

## Slutet för Västrom
Som tidigare nämnts bildade germanfolken i många fall egna kungariken. De erkände kejsaren som överhuvud, men styrde i praktiken sina riken utan att kejsaren kunde lägga sig i deras angelägenheter. Hunnerna hade visserligen besegrats år 453, men den romerska armén var nu helt beroende av de germanska trupperna, som därmed fick en mycket stark maktposition. Kejsaren själv, som varit enväldig under rikets storhetstid, kontrollerade en mindre del av Västrom. I praktiken var han dock bara en marionett till olika germangeneraler, som avsatte och tillsatte kejsare i rask takt. År 476 avsatte germanen Odovakar Romulus Augustulus och utnämnde sig själv till kung över Italien. Det västromerska riket hade därmed upphört att existera.
Ostrogoterna erövrade dock snart Italien och Odovakar mördades år 493. De bildade sedan ett i praktiken självständigt kungarike i Italien. Visigoterna härskade över nästan hela nuvarande Spanien och Portugal samt över sydligaste Frankrike. Därutöver fanns det ett flertal germanriken i det som tidigare varit Västrom. År 476 sätts, som tidigare nämnts, ofta som gränsen mellan antiken och medeltiden. I själva verket var händelsen 476 ingen omvälvande händelse för dåtidens människor, inte ens för makteliten i vare sig de germanska kungarikena eller i Östrom. Det som skedde ledde inte till något abrupt slut på antiken, utan innebar snarare att antiken successivt gick över i medeltiden i slutet av 400-talet och i början av 500-talet.

## Östrom
Det östromerska riket klarade folkvandringstiden mycket bättre än Västrom även om man i början av 400-talet var hårt ansträngd av trycket från olika germanfolk; Balkan utsattes för svåra plundringståg under större delen av 400-talet. Så småningom stabiliserades läget och i början av 500-talet var riket mycket starkare. De olika germankungarna i väst erkände formellt fortfarande den östromerske kejsaren som överhuvud, men i praktiken hade kejsaren ingen möjlighet att styra utvecklingen i väst. Kejsarens överhöghet var därmed bara en chimär. I verkligheten hade Östrom inga möjligheter att styra utvecklingen i de kungadömen som etablerats i det som tidigare var Västrom.
Drömmen att återupprätta kejsarens makt i väst levde emellertid kvar i Konstantinopel och kejsaren Justinianus I (reg. 527-565) gjorde ett mycket ambitiöst försök att förverkliga den drömmen. Han återerövrade hela Italien, västra Nordafrika och heligaste delen av Iberiska halvön. Men till slut räckte inte resurserna till. Dels drabbades Östrom av en svår pestepidemi, dels gick det Sassanidiska riket till allt häftigare angrepp i öster. I slutet av 500-talet och början av 600-talet låg Östrom i nästan konstant krig med sassaniderna. När araberna, förenade under den nya religionen islam, gick till angrepp var de två utmattade stormakter som angreps oförmögna att stå emot. Östrom förlorade alla nordafrikanska områden till araberna, inklusive Syria Palaestina. Även Konstantinopel belägrades av araberna men kunde inte erövras. Efter att grekiska blivit officiellt språk i Östrom på 600-talet kallas riket idag för bysantinska riket. Bysantinska riket (Östrom) erövrades till slut av Osmanska riket år 1453.

## Orsakerna till det Romerska rikets fall
En enorm mängd teorier har genom åren lagts fram beträffande orsakerna till kollapsen. Forskningen försvåras av att det finns få tillförlitliga historiska författare som beskriver skeendet vilket gör det svårt att bekräfta eller avfärda olika teorier. En välkänd klassiker är boken Romerska rikets nedgång och fall av Edward Gibbon som ansåg att kristendomen var en viktig orsak, men denna teori är idag starkt ifrågasatt.

### Fotnoter
1. ↑  Peter Heather (17 februari 2017). ”The Fall of Rome” (på engelska). BBC. http://www.bbc.co.uk/history/ancient/romans/fallofrome_article_01.shtml. Läst 25 september 2017.